# Atef Ben Hassine
Pour les articles homonymes, voir Hassine.
Atef Ben Hassine, né le 17 août 1974 à Chebba, est un acteur, réalisateur et metteur en scène tunisien.

## Biographie
Atef Ben Hassine, diplômé d'une maîtrise en arts dramatiques de l'Institut supérieur d'art dramatique de Tunis, devient connu en interprétant le rôle de Choukri Ben Nfisa dans la série Maktoub avant de jouer son propre rôle dans la série Casting. 
En 2012, il présente la rubrique « Coup de gueule » dans l'émission Ness Nessma. Pendant le mois de ramadan, il interprète un nouveau rôle dans la série Pour les beaux yeux de Catherine. 
Durant l'élection présidentielle de 2014, il apporte son soutien au candidat Hamma Hammami. En 2015, il est nommé conseiller de la ministre de la Culture Latifa Lakhdar chargé du théâtre et du cinéma.
En 2017, Atef Ben Hassine réalise son premier feuilleton télévisé, Lemnara diffusé sur El Hiwar El Tounsi où il est réalisateur, scénariste et même acteur.
Il dépose le 26 octobre 2022 sa candidature aux élections législatives dans la circonscription de Chebba, sa ville natale. Il arrive troisième avec 10,73 % des voix et n'est pas qualifié pour le second tour.
Il est marié en secondes noces à l'actrice Meriam Ben Hussein. Il est père de deux enfants, Selmane et Rayane, qui jouent dans la dernière scène de la deuxième saison de Maktoub, interprétant Choukri Ben Nfisa et Mehrez Ben Nfisa lorsqu'ils étaient jeunes.

### Théâtre
| Année(s) | Pièce                                            | Rôle                       |
| -------- | ------------------------------------------------ | -------------------------- |
| 1996     | Temps perdu de Moez Turki et Néjib Abdelmoula    | Comédien                   |
| 1997     | Le Balcon de Hédi Abbès                          | Comédien                   |
| 1998     | Quamria de Ridha Boukadida et Fethi Akkari       | Comédien                   |
| 1999     | Bahja de Mohamed Mounir Argui                    | Comédien                   |
| 2001     | Ici Tunis de Taoufik Jebali                      | Comédien                   |
| 2001     | Légendes                                         | Auteur et metteur en scène |
| 2003     | Les Palestiniens de Jean Genet et Taoufik Jebali | Comédien                   |
| 2004     | Les Voleurs de Bagdad de Taoufik Jebali          | Comédien                   |
| 2005     | État civil                                       | Auteur et metteur en scène |
| 2007     | Copie non conforme                               | Auteur et metteur en scène |
| 2009     | Faute de frappe de Houssem Sahli                 | Comédien                   |
| 2011     | Intox                                            | Auteur et comédien         |
| 2012     | Nicotine                                         | Auteur et metteur en scène |

### Cinéma
| Année(s) | Film                                                     |
| -------- | -------------------------------------------------------- |
| 1998     | Single, court métrage de Lotfi Achour                    |
| 2004     | Ordure, court métrage de Lotfi Achour                    |
| 2006     | Tendresse du loup, long métrage de Jilani Saadi          |
| 2010     | Chak-Wak, court métrage de Nasreddine Shili              |
| 2012     | Amère patience (Suçon), long métrage de Nasreddine Shili |

### Télévision
| Année(s)  | Série                            | Réalisateur        | Rôle                          |
| --------- | -------------------------------- | ------------------ | ----------------------------- |
| 1997      | Bab El Khokha                    | Abdeljabbar Bhouri |                               |
| 2000      | Ya Zahra Fi Khayali              | Abdelkader Jerbi   | Khaled                        |
| 2003      | Chez Azaïez                      | Slaheddine Essid   | Client                        |
| 2008-2009 | Maktoub                          | Sami Fehri         | Choukri Ben Nfisa alias Choko |
| 2010      | Casting                          | Sami Fehri         | Lui-même                      |
| 2012      | Pour les beaux yeux de Catherine | Hamadi Arafa       | Arbi                          |
| 2013      | Njoum Ellil                      | Madih Belaïd       | Taleb                         |
| 2014      | Naouret El Hawa                  | Madih Belaïd       | Ammar                         |
| 2015      | Awled Moufida                    | Sami Fehri         | Mounir                        |
| 2015      | Le Risque                        | Nasreddine Shili   | Salmane El Khafi              |
| 2016      | Warda w Kteb                     | Ahmed Rajab        | Nejib Cheikher                |
| 2016      | Bolice 2.0                       | Majdi Smiri        | Guest-star                    |
| 2017      | Lemnara                          | Lui-même           | Joe                           |
| 2019      | Ali Chouerreb (saison 2)         | Madih Belaïd       | Béchir                        |